# Sony Reader Pocket Edition

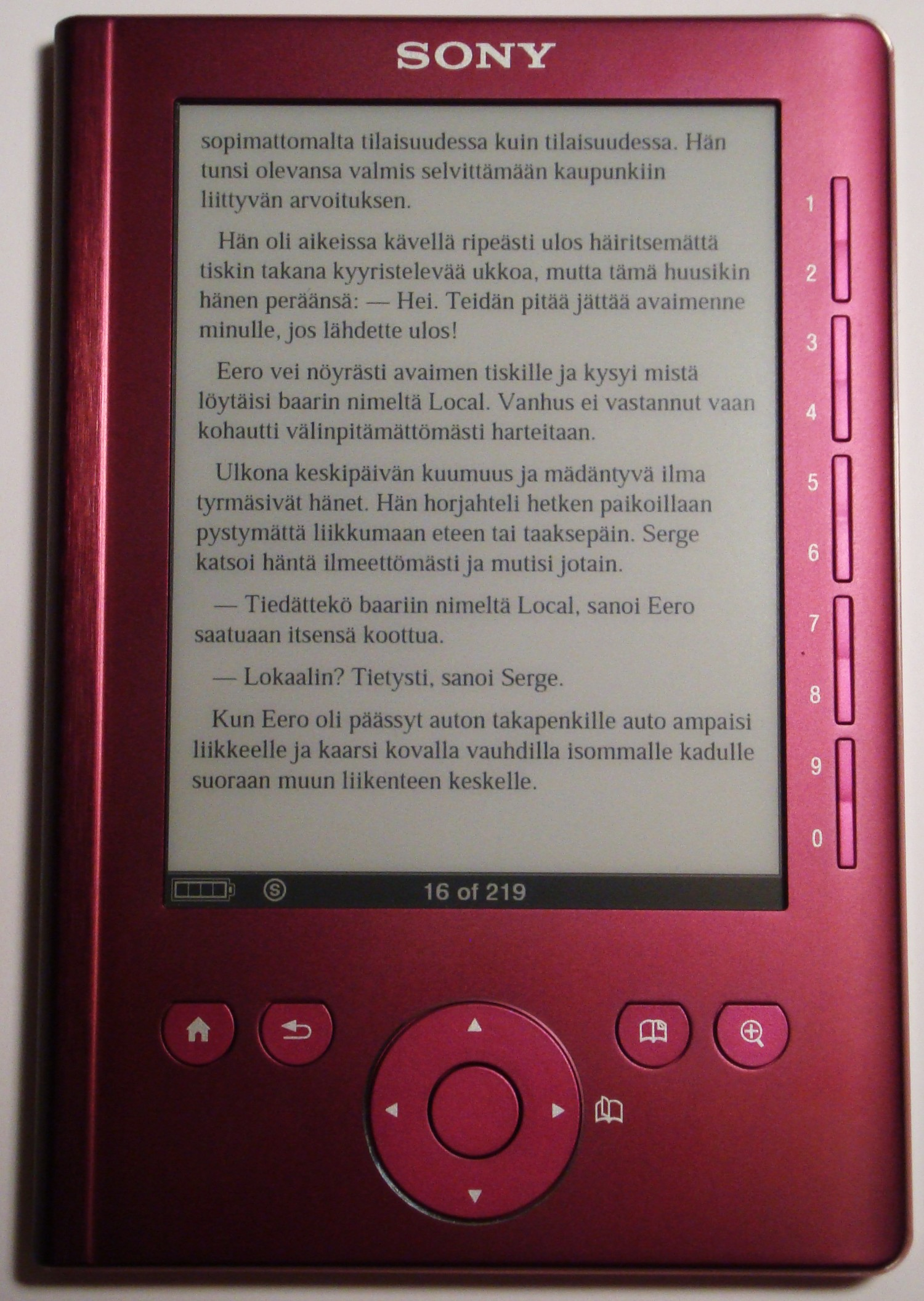
Le Sony Reader PR 300

Sony Reader Pocket Edition est un livre électronique conçu par la société Sony et annoncé en août 2009. Cet appareil de lecture utilise la technologie des écrans équipés du papier électronique. Cette technologie rend possible une lecture similaire à celle sur support papier. 